# Ercall Magna
Ercall Magna är en civil parish i Storbritannien.   Den ligger i kommunen Telford and Wrekin och riksdelen England, i den södra delen av landet, 220 km nordväst om huvudstaden London.